# Liste von Großstädten mit Trinkbrunnen im DACH-Raum
Die Liste von Großstädten mit Trinkbrunnen im DACH-Raum führt Städte mit über 100.000 Einwohnern in Deutschland, Österreich und der Schweiz auf und stellt dar, in welchem Maße sie im öffentlichen Raum Leitungswasser in Trinkwasserqualität durch Trinkbrunnen und Wasserzapfstellen kostenlos zugänglich machen. Die Wartung und Qualitätskontrolle der Trinkbrunnen obliegt in der Regel den Wasserwerken. Ergänzend verweisen viele Stadtverwaltungen auf private Refill-Stationen in ihrem Stadtgebiet (vgl. Refill Deutschland).

## Städte mit Trinkbrunnen
(Stand: Sommer 2025)
| Name                 | Staat, in Deutschland: Bundesland | Zahl Brunnen | Bemerkungen | Quelle        |
| -------------------- | --------------------------------- | ------------ | --- | ------------- |
| Aachen               | Nordrhein-Westfalen               | 4            | | [ 1 ]         |
| Augsburg             | Bayern                            | 25           | | [ 2 ]         |
| Basel                | Schweiz                           | 200+         | Die Basler Brunnen gelten als Kulturgut, fast alle sind Trinkwasserspender. | [ 3 ]         |
| Bergisch Gladbach    | Nordrhein-Westfalen               | 2            | | [ 4 ]         |
| Berlin               | Berlin                            | 250+         | April bis Oktober. Sparmaßnahmen des Landes Berlin erforderten, dass ab Sommer 2025 keine neuen Brunnen gebaut werden und die vorhandenen so umgerüstet werden, dass das Wasser nur noch auf Knopfdruck und nicht ständig fließt. | [ 5 ] [ 6 ]   |
| Bern                 | Schweiz                           | 100+         | Alle Berner Brunnen sind Trinkwasserspender. | [ 7 ]         |
| Bielefeld            | Nordrhein-Westfalen               | 3            | | [ 8 ]         |
| Bochum               | Nordrhein-Westfalen               | 9            | Im Winter abgestellt. | [ 9 ]         |
| Bonn                 | Nordrhein-Westfalen               | 3            | Pilotprojekt (2024). | [ 10 ]        |
| Bottrop              | Nordrhein-Westfalen               | 6            | Osterferien bis Herbstferien. | [ 11 ]        |
| Braunschweig         | Niedersachsen                     | 3            | | [ 12 ]        |
| Bremen               | Bremen                            | 14           | Mai bis Oktober. | [ 13 ]        |
| Bremerhaven          | Bremen                            | 2            | Im Winter abgestellt | [ 14 ]        |
| Chemnitz             | Sachsen                           | 5            | | [ 15 ]        |
| Dortmund             | Nordrhein-Westfalen               | 31           | | [ 16 ]        |
| Dresden              | Sachsen                           | 11           | | [ 17 ]        |
| Duisburg             | Nordrhein-Westfalen               | 2            | März bis Oktober. | [ 18 ]        |
| Düsseldorf           | Nordrhein-Westfalen               | 25           | Im Winter abgestellt. | [ 19 ]        |
| Erfurt               | Thüringen                         | 8            | | [ 20 ]        |
| Erlangen             | Bayern                            | 5            | | [ 21 ]        |
| Essen                | Nordrhein-Westfalen               | 10           | | [ 22 ]        |
| Frankfurt am Main    | Hessen                            | 19           | Im Winter abgestellt. | [ 23 ]        |
| Freiburg im Breisgau | Baden-Württemberg                 | 38           | Im Winter abgestellt oder abgebaut. | [ 24 ]        |
| Fürth                | Bayern                            | 11           | Fünf neue Trinkwasserspender und 6 teils historische Brunnen, die für die Trinkwasserentnahme umgebaut wurden. | [ 25 ]        |
| Gelsenkirchen        | Nordrhein-Westfalen               | 5            | Im Winter abgestellt. | [ 26 ]        |
| Genf                 | Schweiz                           | 446          | | [ 27 ] [ 28 ] |
| Graz                 | Österreich                        | 150 (ca.)    | | [ 29 ]        |
| Gütersloh            | Nordrhein-Westfalen               | 2            | | [ 30 ]        |
| Halle (Saale)        | Sachsen-Anhalt                    | 3            | | [ 31 ]        |
| Hamburg              | Hamburg                           | 9            | | [ 32 ] [ 33 ] |
| Hamm                 | Nordrhein-Westfalen               | 1            | | [ 34 ]        |
| Hannover             | Niedersachsen                     | 20           | | [ 35 ]        |
| Heidelberg           | Baden-Württemberg                 | 3            | | [ 36 ]        |
| Heilbronn            | Baden-Württemberg                 | 2            | | [ 37 ]        |
| Herne                | Nordrhein-Westfalen               | 2            | | [ 38 ]        |
| Ingolstadt           | Bayern                            | 10           | | [ 39 ]        |
| Innsbruck            | Österreich                        | 28           | | [ 40 ]        |
| Jena                 | Thüringen                         | 3            | | [ 41 ]        |
| Kaiserslautern       | Rheinland-Pfalz                   | 3            | | [ 42 ]        |
| Karlsruhe            | Baden-Württemberg                 | 50           | | [ 43 ]        |
| Kassel               | Hessen                            | 4            | | [ 44 ]        |
| Koblenz              | Baden-Württemberg                 | 2            | | [ 45 ]        |
| Köln                 | Nordrhein-Westfalen               | 13           | | [ 46 ]        |
| Krefeld              | Nordrhein-Westfalen               | 5            | | [ 47 ]        |
| Leipzig              | Sachsen                           | 30           | April bis Oktober. | [ 48 ]        |
| Leverkusen           | Nordrhein-Westfalen               | 1            | Mai bis September. | [ 49 ]        |
| Linz                 | Österreich                        | 90+          | | [ 50 ] [ 51 ] |
| Lübeck               | Schleswig-Holstein                | 2            | In den Touristinfos von Lübeck und Travemünde Wasserstationen jeweils für kaltes und heißes Wasser. | [ 52 ]        |
| Magdeburg            | Sachsen-Anhalt                    | 1            | | [ 53 ]        |
| Mainz                | Rheinland-Pfalz                   | 2            | | [ 54 ]        |
| Mannheim             | Baden-Württemberg                 | 10           | | [ 55 ]        |
| Moers                | Nordrhein-Westfalen               | 4            | | [ 56 ]        |
| Mönchengladbach      | Nordrhein-Westfalen               | 4            | | [ 57 ]        |
| Mülheim an der Ruhr  | Nordrhein-Westfalen               | 3            | Trinkbrunnen der Rheinisch-Westfälische Wasserwerksgesellschaft, davon zwei auf Schulhöfen. | [ 58 ]        |
| München              | Bayern                            | 90           | | [ 59 ]        |
| Münster              | Nordrhein-Westfalen               | 4            | | [ 60 ]        |
| Neuss                | Nordrhein-Westfalen               | 1            | | [ 61 ]        |
| Nürnberg             | Bayern                            | 25           | | [ 62 ]        |
| Oberhausen           | Nordrhein-Westfalen               | 5            | | [ 63 ]        |
| Offenbach            | Hessen                            | 2            | | [ 64 ]        |
| Osnabrück            | Niedersachsen                     | 1            | | [ 65 ]        |
| Pforzheim            | Baden-Württemberg                 | 8            | | [ 66 ]        |
| Potsdam              | Brandenburg                       | 2            | | [ 67 ]        |
| Recklinghausen       | Nordrhein-Westfalen               | 5            | | [ 68 ]        |
| Regensburg           | Bayern                            | 5            | | [ 69 ]        |
| Remscheid            | Nordrhein-Westfalen               | 3            | | [ 70 ]        |
| Reutlingen           | Baden-Württemberg                 | 10           | | [ 71 ]        |
| Rostock              | Mecklenburg-Vorpommern            | 3            | | [ 72 ]        |
| Saarbrücken          | Saarland                          | 3            | Im Winter abgestellt. | [ 73 ]        |
| Salzburg             | Österreich                        | 52           | 32 dieser Trinkwasserbrunnen sind denkmalgeschützt. | [ 74 ]        |
| Siegen               | Nordrhein-Westfalen               | 1            | April bis Oktober. | [ 75 ]        |
| Stuttgart            | Baden-Württemberg                 | 114          | In der „Brunnensaison“ (Mai bis Oktober), außerdem 13 Mineralbrunnen ganzjährig. | [ 76 ]        |
| Trier                | Rheinland-Pfalz                   | 5            | | [ 77 ]        |
| Ulm                  | Baden-Württemberg                 | 8            | Mit Neu-Ulm. | [ 78 ]        |
| Wien                 | Österreich                        | 1600 (ca.)   | | [ 79 ]        |
| Wiesbaden            | Hessen                            | 2            | | [ 80 ]        |
| Wolfsburg            | Niedersachsen                     | 1            | Außerdem hat die Schäferquelle natürliches Quellwasser in Trinkqualität; das ebenfalls trinkbare Wasser der Westertor-Quelle in Fallersleben ist schwefelhaltig.                                                                  | [ 81 ]        |
| Wuppertal            | Nordrhein-Westfalen               | 6            | April/Mai bis Beginn der Frostperiode. | [ 82 ]        |
| Würzburg             | Bayern                            | 6            | | [ 83 ]        |
| Zürich               | Schweiz                           | 1200+        | | [ 84 ]        |

Folgende Städte mit über 100.000 Einwohnern stellen (Stand 2025) keine Trinkbrunnen zur Verfügung: Göttingen, Hagen, Kiel, Ludwigshafen am Rhein, Oldenburg, Paderborn, Salzgitter und Solingen.